# Монтагют
Монтагю́т (фр. Montagut) — коммуна во Франции, находится в регионе Аквитания. Департамент — Атлантические Пиренеи. Входит в состав кантона Арти-э-Пеи-де-Субестр. Округ коммуны — По.
Код INSEE коммуны — 64397.

## География

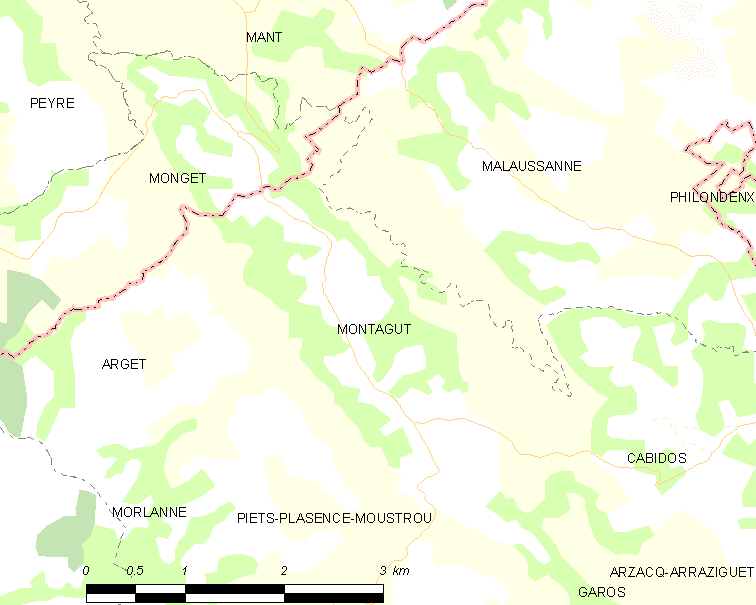
Карта коммуны

Коммуна расположена приблизительно в 630 км к югу от Парижа, в 145 км южнее Бордо, в 30 км к северу от По.
На северо-востоке коммуны протекает река Люи.

### Климат
Климат тёплый океанический. Зима мягкая, средняя температура января — от +5°С до +13°С, температуры ниже −10 °C бывают редко. Снег выпадает около 15 дней в году с ноября по апрель. Максимальная температура летом порядка 20-30 °C, выше 35 °C бывает очень редко. Количество осадков высокое, порядка 1100 мм в год. Характерна безветренная погода, сильные ветры очень редки.

## Население
Население коммуны на 2010 год составляло 125 человек.
| 1962 | 1968 | 1975 | 1982 | 1990 | 1999 | 2010 |
| ---- | ---- | ---- | ---- | ---- | ---- | ---- |
| 143  | 132  | 117  | 99   | 108  | 106  | 125  |

## Администрация
| Период | Период | Фамилия      | Партия | Примечания |
| ------ | ------ | ------------ | ------ | ---------- |
| 1995   | 2009   | Морис Бийар  |        |            |
| 2009   | 2020   | Жан-Люк Лоле |        |            |

## Экономика
В 2010 году среди 66 человек трудоспособного возраста (15-64 лет) 51 были экономически активными, 15 — неактивными (показатель активности — 77,3 %, в 1999 году было 64,5 %). Из 51 активных жителей работали 45 человек (25 мужчин и 20 женщин), безработных было 6 (3 мужчин и 3 женщины). Среди 15 неактивных 0 человек были учениками или студентами, 10 — пенсионерами, 5 были неактивными по другим причинам.

## Достопримечательности
- Церковь Св. Мартина (XII век)[4]
- Водяная мельница (XVII век)[5]